# 布里基斯 (密蘇里州)
布里基斯（英語：Brickey's）是位於美國密蘇里州聖熱訥維耶沃縣的非建制地區。

## 歷史
布里基斯的郵局於1906年設立，其後於1953年停運。

## 地理
布里基斯所處的海拔為高於海平面137米（即449英呎），而該地所採用的時區為UTC-6，即北美中部時區（CST）。同時該地設有夏令時間，為UTC-6調快一小時，即UTC-5（CDT）。